# Dhankuta
Dhankuta (nep. धनकुटा)  – miasto we wschodnim Nepalu; w prowincji numer 1. Według danych szacunkowych na rok 2011 liczyło 28 364 mieszkańców .